# 雪 (月華の剣士)
雪（ゆき）は、SNKの対戦型格闘ゲーム『月華の剣士』シリーズに登場する架空の人物。担当声優は西川葉月。

## キャラクター設定
『月華の剣士』シリーズのメインヒロイン（ただし彼女自身は同シリーズの女性キャラクターである一条あかりや高嶺響のようにクロスオーバー対戦格闘ゲームには参戦していない）。細身の体格で長髪の美女。頭に青い布を巻き、青い装束の上に袖なしの白い着物を着ている。
幼い頃に天災で両親を亡くした、金髪碧眼の異人の孤児。慨世に引き取られ、養女となる。守矢は義兄、楓は義弟にあたる。雪は自分が異人であることにコンプレックスを抱いていたが、養父と義兄弟たちは彼女を受け入れてくれた。武芸に興味を持ち、養父からは槍の教えを受けている。守矢に思いを寄せている。13歳の時、嘉神慎之介によって慨世を殺害され、彼女は義兄弟たちと離ればなれになる。
『第一幕』にて楓が守矢を追って旅に出た後、二人の戦いを止めるために自らも旅に出た。同作のエンディングでは嘉神に「愛する人を守るために人はいくらでも強くなれる」と言葉をかける。
『第二幕』では玄武の翁の指示で楓とともに「地獄門」の調査をしている際に「封印の巫女」と呼ばれる存在を知り、「封印の巫女」の手がかりを翁から聞かされたときに疑問を感じた彼女は再び旅に出た。後に刹那（CPU戦での固定の中ボス）との戦いがきっかけで実は雪自身が「封印の巫女」であることが明らかになり、エンディングにて自らの命と引き換えに地獄門を封印した。

## ゲーム上の特徴
通常技のリーチは長いが、防御力は若干低い。『第二幕』では、しゃがみCや「瞬雪斬」などの主力技が大幅に弱体化した。

## 技の解説
技名には「雪」や「氷」に関する単語が入っており、通常技は原則的に武器による攻撃は「一槍」、武器以外の攻撃（蹴りや素手での攻撃）は「無手」もしくは「帯槍」が技名に付く。

### 通常技
| 操作         | 立ち       | しゃがみ   | ジャンプ   | 立ち（素手） | しゃがみ（素手） | ジャンプ（素手） |
| ------------ | ---------- | ---------- | ---------- | ------------ | ---------------- | ---------------- |
| 弱斬り       | 一槍・薄氷 | 一槍・薄氷 | 一槍・氷柱 | 無手・霰     | 無手・霜         | 無手・氷柱       |
| 強斬り       | 一槍・凍刃 | 一槍・雪柱 | 一槍・雪崩 | 無手・霙     | 無手・雪柱       | 無手・雪崩       |
| 蹴り         | 帯槍・霜   | 帯槍・霜   | 帯槍・降雪 | 無手・氷撃   | 無手・氷撃       | 無手・降雪       |
| 弾き         | 刹那・深雪 | 刹那・牡丹 |            |              |                  |                  |
| ダッシュ攻撃 | 一槍・冷刃 | 帯槍・霜柱 |            |              |                  |                  |
| 弾き後攻撃   | 一槍・雪風 | 一槍・雪風 |            |              |                  |                  |
| 打ち上げ斬り | 一槍・吹雪 |            |            |              |                  |                  |
| 防御不可斬り | 一槍・氷嵐 |            |            |              |                  |                  |

### 奥義（必殺技）
氷刃（ひょうじん）
槍を振り上げ、飛び道具として氷の刃を放つ。
霜華（そうか）
『一幕』では槍を振り上げ、氷の刃を前方から上空に向かって発生させる対空技。
『二幕』では氷を纏った槍を前方から上空に突き出す対空技。
瞬雪斬（しゅんせつざん）
前方に駆けて槍で切り付ける突進技。「昇華」に対応している。
氷鏡（ひょうきょう）
槍を回転させ、前方に氷の鏡を作り出す技。飛び道具を反射することが可能で、『二幕』では攻撃判定は無くなったが当て身技としての能力が追加された。
垂斬（しずりぎり）
コマンド投げ。蹴りを入れた後、連続で切り付ける。『一幕』の技では唯一素手状態でも使用可能。

### 超奥義（超必殺技）
雪風巻（ゆきしまき）
前進しながら何度も切りつける乱舞技。『一幕』のみ使用。
凍刺（こおりざし）
「雪風巻」からの追加コマンド技。小ジャンプから槍を下方向に突き出す。
凍斬（こおりぎり）
「雪風巻」からの追加コマンド技。小ジャンプから槍を下方向に斬りつける。

樹氷（じゅひょう）
前方に向かって大きなドリル状の冷気を発生させつつ、槍を突き出して突進する。攻撃中にAボタンを連打することで威力が上昇する。『二幕』における超奥義。

### 潜在奥義
真・雪風巻（しん・ゆきしまき）
「雪風巻」と名前は同系統だが、まるで別の技。『一幕』と『二幕』でも内容が異なっている。
『一幕』：頭上で槍を回転させて風力で相手を引き寄せて上空に飛ばした後、地面に落下させ、上から氷の塊を何度も叩きつけた後、巨大な氷の塊に閉じ込めて破壊する。
『二幕』：頭上で槍を回転させて竜巻を発生させ、相手を引き寄せた後に竜巻の中に拘束、ジャンプして下に向かって突進して切りつける。

### 乱舞奥義
深・雪風巻（しん・ゆきしまき）
『二幕』での乱舞奥義。類型は楓や玄武の翁と同じく、スタンダードタイプ。

## 関連人物
- 慨世 - 義父・武芸の師匠
- 玄武の翁 - 慨世亡き後の師匠
- 御名方守矢 - 義兄
- 楓 - 義弟
- 刹那 - 命を狙おうとした男